# Bloomburg
Bloomburg es un pueblo ubicado en el condado de Cass en el estado estadounidense de Texas. En el Censo de 2010 tenía una población de 404 habitantes y una densidad poblacional de 154,9 personas por km².

## Geografía
Bloomburg se encuentra ubicado en las coordenadas 33°8′16″N 94°3′33″O / 33.13778, -94.05917. Según la Oficina del Censo de los Estados Unidos, Bloomburg tiene una superficie total de 2.61 km², de la cual 2.61 km² corresponden a tierra firme y (0%) 0 km² es agua.

## Demografía
Según el censo de 2010, había 404 personas residiendo en Bloomburg. La densidad de población era de 154,9 hab./km². De los 404 habitantes, Bloomburg estaba compuesto por el 85.15% blancos, el 11.39% eran afroamericanos, el 1.73% eran amerindios, el 0.25% eran asiáticos, el 0% eran isleños del Pacífico, el 0% eran de otras razas y el 1.49% pertenecían a dos o más razas. Del total de la población el 4.21% eran hispanos o latinos de cualquier raza.